# Netonická vrchovina
Netonická vrchovina je geomorfologický okrsek podcelku Bavorovská vrchovina v okrese Strakonice v Jihočeském kraji. Na severozápadě sousedí s Miloňovickou pahorkatinou, na severu s Mladějovickou pahorkatinou, na východě s Vodňanskou pánví, na jihovýchodě s Netolickou pahorkatinou, na jihu a západě s Husineckou vrchovinou.
Netonická vrchovina je v západní části středně zalesněná, ve východní části zalesnění převažuje. Lesní porosty tvoří zejména smrky, borovice, duby a vzácněji i buky.

## Geologická stavba
Netonická vrchovina je plochá až členitá vrchovina, která se nachází v severovýchodní části Bavorovské vrchoviny. Má vyvýšený tektonicky a strukturně podmíněný reliéf s širokými a výraznými hřbety, které jsou rozčleněny hlubokými sníženinami podél vodních toků. Jedná se o členitou podhorskou partii tvořenou několika výraznými zalesněnými hřbety se skalnatými hřebeny a balvanitými i suťovými svahy. Převážná část Netonické vrchoviny je tvořena migmatity a biotitickými pararulami moldanubika s vložkami žilných porfyrů a s menšími žulovými tělesy moldanubického plutonu. Severně od Svinětic je bývalý lom, kde se těžil tzv. svinětický diorit (syenit). Poslední odstřely proběhly v roce 2004 a v současnosti je kamenolom zcela zaplaven vodou.

## Podokrsky
Netonická vrchovina se člení na čtyři geomorfologické podokrsky:
- Krajníčská vrchovina, nejvyšší bod Velký Šibák 668 m n. m., N 49°08.31 E 14°00.26, dalším významným bodem je Duškovec (656 m n. m.)
- Drahonická vrchovina, nejvyšší bod Hrad 667 m n. m., N 49°10.15 E 14°05.78, dalšími významnými body jsou Radovec (635 m n. m.) a Knížecí kámen (630 m n. m.)
- Chelčická vrchovina, nejvyšší bod Svobodná hora 640 m n. m., N 49°07.38 E 14°07.00
- Velkoborská pahorkatina, nejvyšší bod Libějovický vrch 607 m n. m., N 49°05.52 E 14°09.59

## Vodstvo
Území odvodňují četné potoky a řeka Blanice.